# Akodon cursor
Akodon cursor, popularmente denominado de rato-do-chão, é uma espécie de roedor da família Cricetidae. Pode ser encontrada principalmente no Brasil, mas há relatos de existir também na Argentina e no Paraguai.

## Descrição
É um roedor de tamanho médio, com comprimento da cabeça e corpo de 11–13 centímetros (4,3–5,1 pol) e uma cauda de 8–11 centímetros (3,1–4,3 pol) de comprimento. Os machos são maiores do que as fêmeas, pesando em média 54 gramas (1,9 oz), em comparação com 43 g (1,5 oz) das fêmeas. Possuem aparência típica de rato, com bigodes curtos e garras atarracadas nos pés. O pelo possui cor castanho-claro ao castanho-escuro, sem limite definido com a pelagem do ventre, que é cinza-amarelada ou cinza-esbranquiçada. Alguns têm uma mancha esbranquiçada entre as orelhas, mas isso não está presente em todos os indivíduos.
A espécie integra o complexo específico A. Cursor, sendo muito semelhantes em aparência aos outros membros do grupo. Em particular, não podem ser facilmente distinguidos do camundongo Akodon montensis, que habita regiões vizinhas ao sul. Em média, é ligeiramente maior do que as espécies da Akodon montensis, mas pode ser mais facilmente distinguida pela presença de uma vesícula biliar.

## Distribuição e habitat
Seu alcance geográfico é disputado. É definitivamente conhecido por habitar o leste do Brasil, da Paraíba ao Paraná, onde vive em fragmentos da Mata Atlântica tropical e matagal de restinga, vivendo em altitudes desde o nível do mar até 1 170 metros (3 800 pé). Algumas fontes também relataram que foi encontrado mais ao sul, no extremo sul do Brasil, no leste do Paraguai e no norte da Argentina. Estas últimas fontes carecem de uma análise genética definitiva dos indivíduos identificados, e foi argumentado que podem representar membros de outras espécies, como o Akodon montensis. Não é subespécies reconhecidas.
Geneticistas da Universidade Federal do Espírito Santo realizaram estudos de variabilidade genética e cariotípica e sugerem que existem distinção genética entre as populações do nordeste e sudeste. No momento, não existem evidências de se tratar de mais de uma espécie, mas acredita-se que este seja um caso de uma espécie em pleno processo de especiação.

## Biologia e comportamento
É uma espécie onívora. Sua dieta principal consiste em pequenos artrópodes, especialmente Hymenoptera, besouros e aranhas; alimenta-se de forma complementar com sementes de Cecropia e outras plantas. Procura alimento através de serapilheira e manchas de vegetação densa e são estritamente terrestres. Mantém uma "área residencial" de 0,1–0,7 hectares, com as áreas dos machos sendo maiores do que as das fêmeas. Embora o tamanho de suas áreas de habitação não mude, a densidade populacional torna-se significativamente maior durante a estação chuvosa, quando os insetos são mais abundantes.
A espécie se reproduz ao longo do ano, embora a maioria dos nascimentos ocorra durante a estação seca entre junho e setembro. As fêmeas grávidas constroem ninhos globulares e dão à luz uma ninhada de dois a nove filhotes, em média quatro, após um período de gestação de 23 dias.
É particularmente importante em termos de saúde pública, uma vez que foi considerada um reservatório de Hantavírus.
Uma linha celular derivada de um lipossarcoma da espécie tem sido usada por cientistas biomédicos na construção de um painel para a identificação de cromossomos humanos em células híbridas.